# Le Génie du feu
Le Génie du feu és un curtmetratge mut de comèdia francès del 1908 dirigida per Georges Méliès. Va ser llançat per la Star Film Company de Méliès i està numerat 1069–1072 als seus catàlegs.

## Trama
Un home i una dona jove, deambulant per un paisatge boscós exuberant, es troben amb un temple en ruïnes. Un ancià a l'entrada adverteix a la parella que no entri al temple, però no el fan cas en la seva curiositat. A l'interior, estan envoltats i atrapats pels sacerdots del temple, i observen horroritzats com un esperit semblant a un diable omple el temple de foc. La parella queda encegada i ensopega de nou del temple, on el vell els torna la vista.

## Producció
Méliès apareix a la pel·lícula com un dels tres sacerdots, amb l'actor Claudel com a jove. El conjunt de la pel·lícula inclou columnes i elements escènics de dues pel·lícules anteriors de Méliès, La Fée Carabosse ou le Poignard fatal (1906) i Pauvre John ou les Aventures d'un buveur de whiskey (1907), i el vestuari inclou un turbant que Méliès havia fet servir a Ali Barbouyou et Ali Bouf à l'huile (1907). Els efectes especials de la pel·lícula es creen amb maquinària escènica, pirotècnia, escamoteig, exposició múltiple i fosa.
En el seu entorn d'un temple exòtic, Le Génie du feu recorda la pel·lícula anterior de Méliès L'Oracle de Delphes (1903). Els motius de les dues pel·lícules suggereixen imatges maçòniques; tot i que Méliès no era maçó, sembla que estava familiaritzat amb alguns dels seus elements visuals, encara que només a través d'espectaculars escènics a l'estil de La flauta màgica de Mozart. A més, el pare de Méliès era membre dels Compagnons du Devoir, un gremi d'artesans no maçònics amb alguns ritus d'iniciació.